# Death Vigil
Death Vigil (укр. Вартові Смерті) — японська містична сьонен-манґа, намальована манґакою під псевдонімом Небезіал, про те, як змішані наш і потойбічний світи.

## Сюжет
Здавалося б, звичайний детектив у звичайному світі, зіткнувшись зі смертю, — потрапляє у зовсім інший світ. Але що це за світ? Це загадка, яку розкриває сюжет цієї кольорової манги.